# Barssee

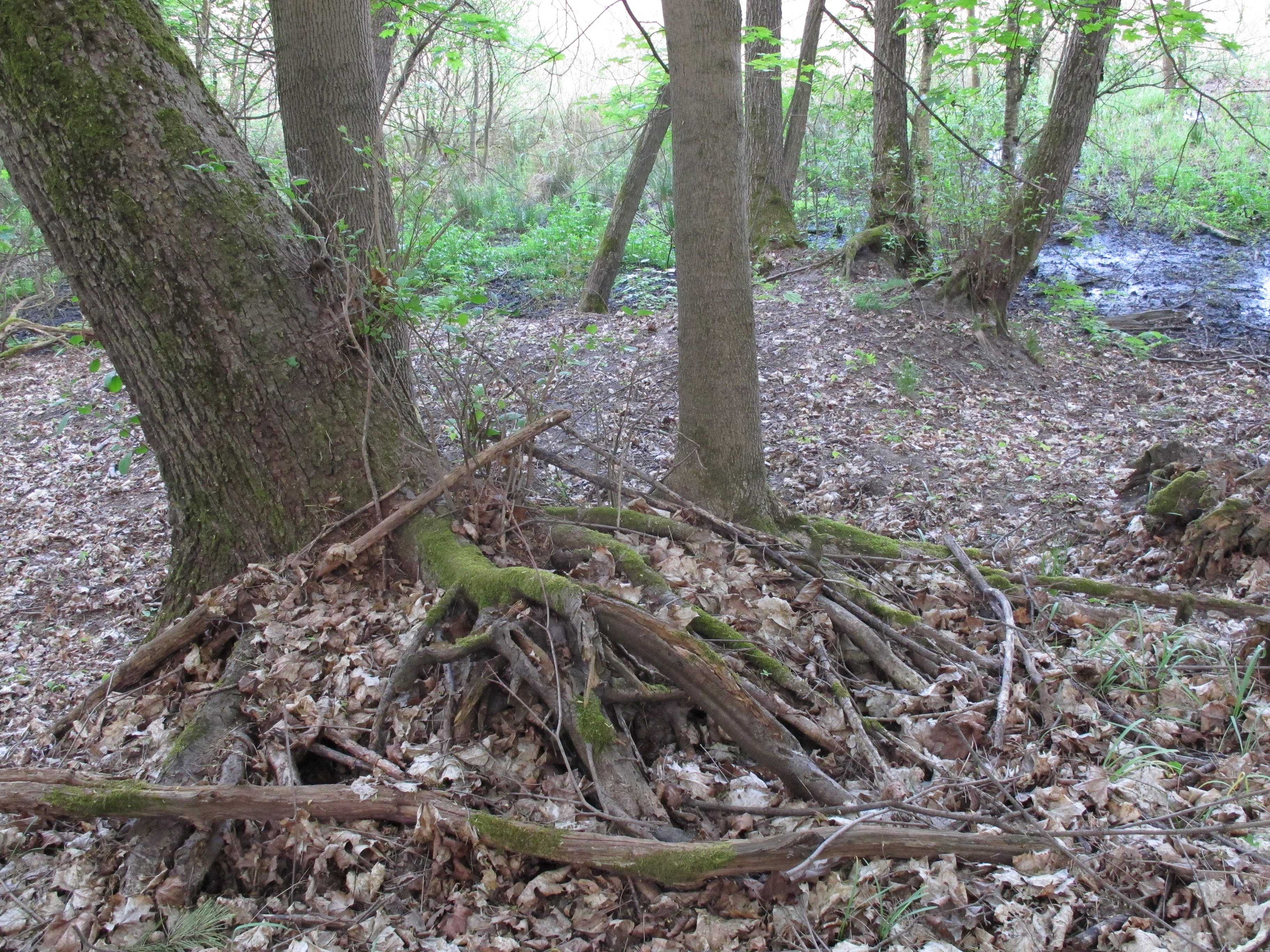
Die kaum sichtbaren Reste des Barssees

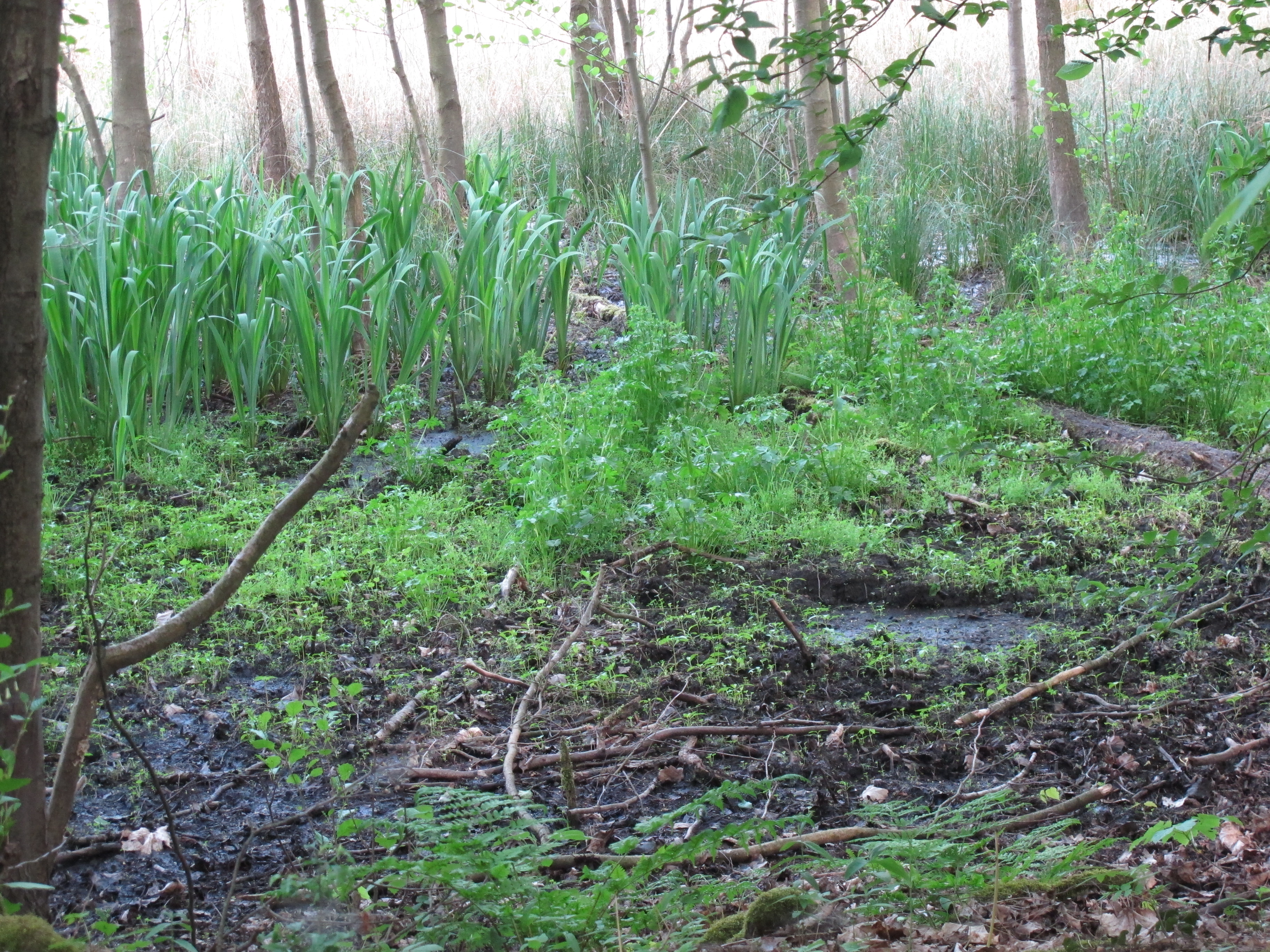
Morastige Überbleibsel des ehemaligen Barssees

Der ehemalige Barssee (früher: Barschsee) liegt im Berliner Grunewald im Naturschutzgebiet „Barssee und Pechsee“ im Bereich „Alte Saubucht“. Der See hatte früher eine Bootsanlegestelle und war ein Ausflugsziel. Durch die Veränderung des Untergrundes ist der See in den 1970er Jahren bis auf eine heute erkennbare kleine morastige Fläche ausgetrocknet. Die ehemalige „Badewanne“, die Bodenverdichtung, entstand im Laufe vieler Jahrhunderte durch die Verflechtung abgestorbener Pflanzenteile.
In den 1950er Jahren, nach dem Absinken des Grundwasserspiegels, hat man versucht, den See mit Leitungswasser aufzufüllen, was jedoch misslang. Seit den 1970er Jahren sank der Grundwasserstand um etwa fünf Meter. Inwieweit dies zur Verlandung des Sees beigetragen hat, ist nicht endgültig untersucht.
Mitte 2020 wurde um den ehemaligen See von den Berliner Wasserbetrieben eine Beregnungsanlage in Betrieb genommen, die täglich über 20 Kubikmeter Trinkwasser dort versprüht. Da Moore mineralarmes, saures Wasser benötigen, wird dieses vorher in einer Umkehrosmoseanlage entmineralisiert, wodurch es die Qualität von Regenwasser erhält. Über diverse Sensoren werden die Veränderungen gemessen und so der Erfolg des Projektes kontrolliert. Dieses ist erst einmal auf zwei Jahre befristet, soll aber, falls es sich als erfolgreich erweist, weitergeführt werden. Dann will man es auch im nahegelegenen Pechseemoor, das sich in einer ähnliche Situation befindet, angewendet werden.

## Geschichte
Der Berliner Tiergarten lieferte einst für das königliche Schloss das Wildbret. König Friedrich II. von Preußen ließ im 18. Jahrhundert den Tiergarten zu einem Park umgestalten. Das Wild für die königliche Küche wurde nun unter anderem aus dem heutigen Naturschutzgebiet um den Barssee bezogen, das als Wildreservat genutzt wurde. An Fischen enthielt der Barssee vorwiegend Barsche, die dem See den ursprünglichen Namen gaben und die hier noch in den 1950er Jahren gefangen wurden.